# Kabinett Andreotti V
Das italienische Kabinett Andreotti V wurde am 20. März 1979 durch Ministerpräsident Giulio Andreotti gebildet und befand sich bis zum 3. August 1979 im Amt. Es löste das vierte Kabinett Andreotti ab und wurde durch das erste Kabinett Cossiga abgelöst.

## Kabinett

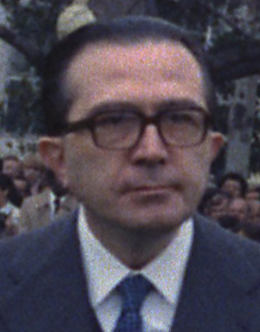
Giulio Andreotti (1973)

Dem Kabinett gehörten folgende Minister an:
| Amt                                                              | Name                                                           | Parlamentsmandat                                                | Anmerkungen |
| ---------------------------------------------------------------- | -------------------------------------------------------------- | --------------------------------------------------------------- | --- |
| Ministerpräsident                                                | Giulio Andreotti                                               | Camera dei deputati                                             | zugleich 27. bis 28. März 1979 sowie 15. Juli bis 3. August 1979 kommissarischer Minister für den Haushalt und Wirtschaftsplanung zugleich 15. Juli bis 3. August 1979 kommissarischer Minister für kulturelles Erbe und Umwelt sowie verantwortlicher Minister für die Koordinierung der wissenschaftlichen Forschung und Technologie                           |
| Vize-Ministerpräsident                                           | Ugo La Malfa                                                   | Camera dei deputati                                             | Amtszeit: 20. bis 26. März 1979, zugleich Minister für den Haushalt und Wirtschaftsplanung |
| Minister ohne Geschäftsbereich für Sondermaßnahmen in Süditalien | Michele Di Giesi                                               | Camera dei deputati                                             | |
| Außenminister                                                    | Arnaldo Forlani                                                | Camera dei deputati                                             | |
| Innenminister                                                    | Virginio Rognoni                                               | Camera dei deputati                                             | |
| Justizminister                                                   | Tommaso Morlino                                                | Senato della Repubblica                                         | |
| Minister für den Haushalt und Wirtschaftsplanung                 | Ugo La Malfa Giulio Andreotti Bruno Visentini Giulio Andreotti | Camera dei deputati Senato della Repubblica Camera dei deputati | La Malfa: Amtszeit 20. bis 26. März 1979, zugleich Vize-Ministerpräsident Andreotti: kommissarische Amtsführung 27. bis 28. März 1979, zugleich Ministerpräsident Visentini: Amtszeit 29. März bis 14. Juli 1979 Andreotti: kommissarische Amtsführung 15. Juli bis 3. August 1979, zugleich Ministerpräsident                                                   |
| Finanzminister                                                   | Franco Maria Malfatti                                          | Camera dei deputati                                             | |
| Schatzminister                                                   | Filippo Maria Pandolfi                                         | Camera dei deputati                                             | |
| Verteidigungsminister                                            | Attilio Ruffini                                                | Camera dei deputati                                             | |
| Minister für öffentlichen Unterricht                             | Giovanni Spadolini                                             | Senato della Repubblica                                         | |
| Minister für öffentliche Arbeiten                                | Francesco Compagna                                             | Camera dei deputati                                             | |
| Minister für Landwirtschaft und Forsten                          | Giovanni Marcora                                               | Senato della Repubblica                                         | |
| Verkehrsminister                                                 | Luigi Preti                                                    | Camera dei deputati                                             | zugleich Minister für die Handelsmarine |
| Minister für Post und Telekommunikation                          | Vittorino Colombo                                              | Senato della Repubblica                                         | |
| Minister für Industrie, Handel und Handwerk                      | Franco Nicolazzi                                               | Camera dei deputati                                             | |
| Minister für Arbeit und Sozialversicherung                       | Vincenzo Scotti                                                | Camera dei deputati                                             | |
| Außenhandelsminister                                             | Gaetano Stammati                                               | Senato della Repubblica                                         | |
| Minister für die Handelsmarine                                   | Luigi Preti                                                    | Camera dei deputati                                             | zugleich Verkehrsminister |
| Minister für staatliche Beteiligungen                            | Antonio Bisaglia                                               | Camera dei deputati                                             | |
| Gesundheitsministerin                                            | Tina Anselmi                                                   | Camera dei deputati                                             | |
| Minister für Tourismus und Veranstaltungen                       | Egidio Ariosto                                                 | Senato della Repubblica                                         | |
| Minister für kulturelles Erbe und Umwelt                         | Dario Antoniozzi Giulio Andreotti                              | Camera dei deputati                                             | Antoniozzi: Amtszeit 20. März bis 14. Juli 1979 zugleich verantwortlicher Minister für die Koordinierung der wissenschaftlichen Forschung und Technologie Andreotti: kommissarische Amtsführung 15. Juli bis 3. August 1979 zugleich verantwortlicher Minister für die Koordinierung der wissenschaftlichen Forschung und Technologie zugleich Ministerpräsident |